# A União (jornal da Paraíba)
A União é um  jornal estatal paraibano, editado na cidade de João Pessoa, Paraíba, Brasil. Trata-se do único jornal oficial ainda existente no Brasil. Foi fundado no dia 2 de fevereiro de 1893 pelo então presidente da Província, Álvaro Machado, e seu primeiro diretor foi o industrial e jornalista Tito Silva.
O jornal surgiu como órgão do Partido Republicano do Estado da Paraíba, agremiação fundada pelo próprio Álvaro Machado. Inicialmente, os escritórios e tipografia de A União funcionaram na Rua Visconde de Pelotas, 49, esquina com a Rua Miguel Couto, no Centro da Cidade Alta. Mais tarde, o edifício foi demolido para alargar a via que dá acesso ao Parque Sólon de Lucena (Lagoa). Foi, aliás, apenas uma das muitas mudanças ocorridas.
Antes de estar no atual endereço — o Distrito Industrial da capital — funcionou no bairro de Jaguaribe.

## Histórico
Quarenta e sete anos depois de sua fundação, no dia 13 de março de 1940, surgiu o Diário Oficial, e foram quinze anos de convivência. É por isso que os fatos relacionados à Imprensa Oficial na Paraíba estão integrados à memória do jornal, com um papel às vezes de testemunha, às vezes personagem da história política e sociocultural do estado. O Diário Oficial passou a circular separadamente a partir de 1º de julho de 1955. O matutino prosseguiu sua trajetória e é o quarto mais antigo do País e o primeiro entre os que são impressos no Estado.
No início, A União trazia noticiário e as notas do então presidente da província da Paraíba, Álvaro Machado. Com o passar dos anos, o diário funcionou como intérprete das aspirações paraibanas quando a eclosão do Movimento Revolucionário de 1930 já se avizinhava. Naquela época, a Paraíba adquiriu renome nacional, o jornal era alinhado com o presidente João Pessoa, em disputa com os poderes centrais.[carece de fontes?]
Há pouco mais de 40 anos, o jornal oficial já gozava do privilégio de ser considerado como a escola de tudo que o estado produzia em literatura, porque exercia, na prática, a função que a própria Universidade Federal da Paraíba (UFPB) somente viria a desempenhar anos depois. Aquela situação levou, na época, o então ministro José Américo de Almeida, que era patrono da própria UFPB, além de político e intelectual reconhecido nacionalmente, a classificar A União como a primeira universidade paraibana.[carece de fontes?]
Nessa fase de transformações que A União vem passando desde janeiro de 2003, quando houve mudança na superintendência, o jornal já vem se apresentando com novidades, sobretudo a informatização de setores, como o de Artes, pela aquisição de modernos equipamentos que devem culminar com um visual diferente: um novo projeto gráfico, com a diminuição de seu formato associado ao aumento do número de páginas, o que oferece mais informações ao leitor. As inovações também se estenderam da Redação, com mudança de local, até a gráfica do jornal. Neste último caso, aproveitando as reformas naquelas dependências, com a inclusão de mais divisórias, por exemplo, um mural foi pintado num suporte de gesso por cinco funcionários do próprio Setor de Artes de A União, como uma forma da atual superintendência valorizar o profissional, que é o artista gráfico. E, sem perder o vínculo com o passado, três antigas linotipos foram recuperadas, pintadas e colocadas no pátio interno da empresa, servindo como museu ao ar livre para quem chegar de visita.[carece de fontes?]
A nova onda de modernização de sua gráfica e redação, deflagrada a partir de meados da década passada e que veio num processo crescente, se insere no contexto das transformações da imprensa da Paraíba, geradas pela inovação tecnológica imposta pela informática, que é a responsável pela mudança da feição do jornal e pelo impulso às atividades editoriais.[carece de fontes?]